# Cadillac Runabout et Tonneau

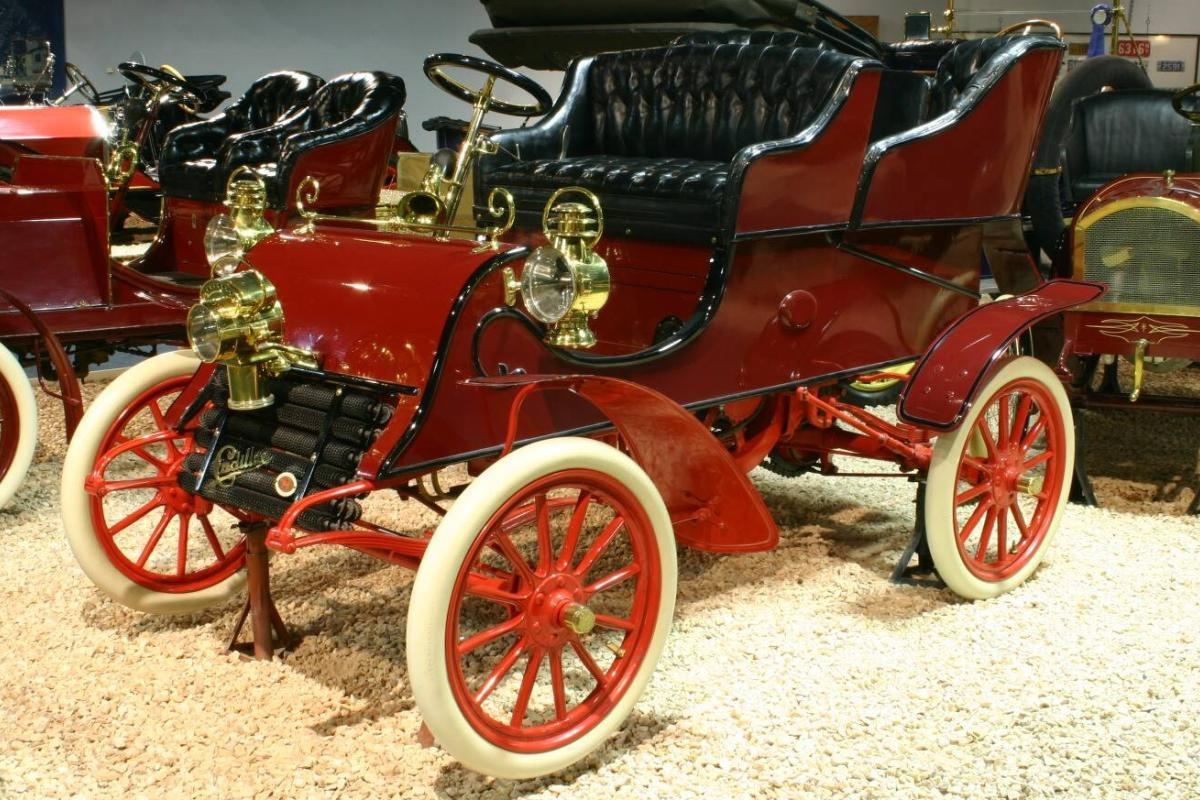
Cadillac Model A

La première voiture Cadillac, à l'origine sous la forme d'un prototype, est terminée durant l'automne 1902 et est présentée au Salon de New York en janvier 1903. Cette voiture monocylindrique, surnommée One Lunger ou encore Cadillac Runabout et Tonneau, est un véhicule assez primitif en comparaison de ceux produits en Europe à la même époque. Cependant, ses caractéristiques de simplicité et de légèreté ainsi que sa garde au sol élevée en font un véhicule particulièrement bien adapté au mauvais état des routes américaines. 
Dotée d'une boîte à planétaires à deux vitesses et d'un moteur logé sous le siège avant, dont la puissance fut portée au cours des années de 7 à 10 ch, elle fut produite en versions, A, B, C, E, F, K, M, S et T, tous mue par un moteur monocylindrique. Les prix de ces modèles, construits à environ 14 600 exemplaires, varie entre 750 et 1 400 dollars.

## Moteur monocylindre
Les modèles A, B, C, E et F partageaient un moteur monocylindre de 1609 cm3 de 6,5 à environ 9 ch (7 kW) selon le modèle. Le cylindre était horizontal, pointé vers l'arrière, et était en fonte avec une chemise d'eau en cuivre. L'alésage et la course étaient carrés à 5 pouces (130 mm). Le moteur a été nommé par ses fabricants, Leland et Faulkner, "Little Hercules".
Le moteur employait une soupape d'admission à levée variable brevetée sous licence Alanson P. Brush. Les restrictions de cette conception utilisant les brevets de Brush ont conduit l'entreprise à développer leur propre moteur à quatre cylindres pour les modèles D, L, G et H.

## Tonneau d'entrée arrière
Lorsque la rue était boueuse ou sale, la voiture était reculée sur le trottoir afin que les passagers du tonneau n'aient pas besoin de marcher dans la boue.

## Model A
Trois voitures Model A sont construites dans les temps, pour le salon de l'automobile de New York de 1903. Les trois sont vendues et 2 286 autres véhicules sont commandés à la production. 2 497 Model A seront en réalité produits, dont le prix atteint 750 $ en 1904 pour la version 2 places (runabout) et 100 $ de plus pour une version 4 place (tonneau).
Les Cadillac de 1903 sont souvent appelés, à tort, Model A. En effet, leur désignation officielle est Cadillac Runabout et Cadillac Tonneau. Lors de la production d'un nouveau modèle en 1904, on désigne le véhicule par Model B, officialisant dans les esprits la dénomination Model A.
Cette première version est mue par un moteur de 1 609 cm3 développant 9 ch à 900 tr/min. D'un poids de 589 kg, elle peut atteindre 52 km/h en vitesse de pointe.
Options
- Tonneau à entrée arrière boulonné contenant deux sièges supplémentaires 100 $
- Dessus en cuir, rideaux latéraux, etc. 50 $
- Dessus en caoutchouc, rideaux latéraux, etc. 300 $
- Lampes frontales et latérales
- Pignons de chaîne alternatifs pour régler la vitesse sur route[3]

### Réputation
La Cadillac a acquis une réputation de fiabilité, de facilité et d'économie d'entretien et d'être une voiture dotée d'une remarquable capacité à grimper et à tirer. En 1903, F.S. Bennett, l'importateur de Cadillac au Royaume-Uni, est entré dans la voiture dans la Sunrising Hill Climb, où c'était la seule voiture monocylindre à terminer, et dans le 1000 Miles Reliability Trial, où il est arrivé quatrième dans sa catégorie de prix en total de points mais le premier de sa catégorie dans les points marqués pour la fiabilité
La production s'est poursuivie en 1904, mais avec un moteur de 8 1⁄4 chevaux (6,2 kW). Un graisseur multiple alimenté sous pression a été ajouté.

## Model B (1904)
Le Model B est une version très similaire au Model A, partageant le même moteur. Les deux versions se distinguent par la présence d'un cadre en acier pressé et d'essieux sur le châssis du Model B. Le radiateur est placé en position verticale contrairement au modèle A. Le poids est par ailleurs réduit de 70 livres. Ces modifications engendrent une augmentation de 50 $.

## Model C (1905)

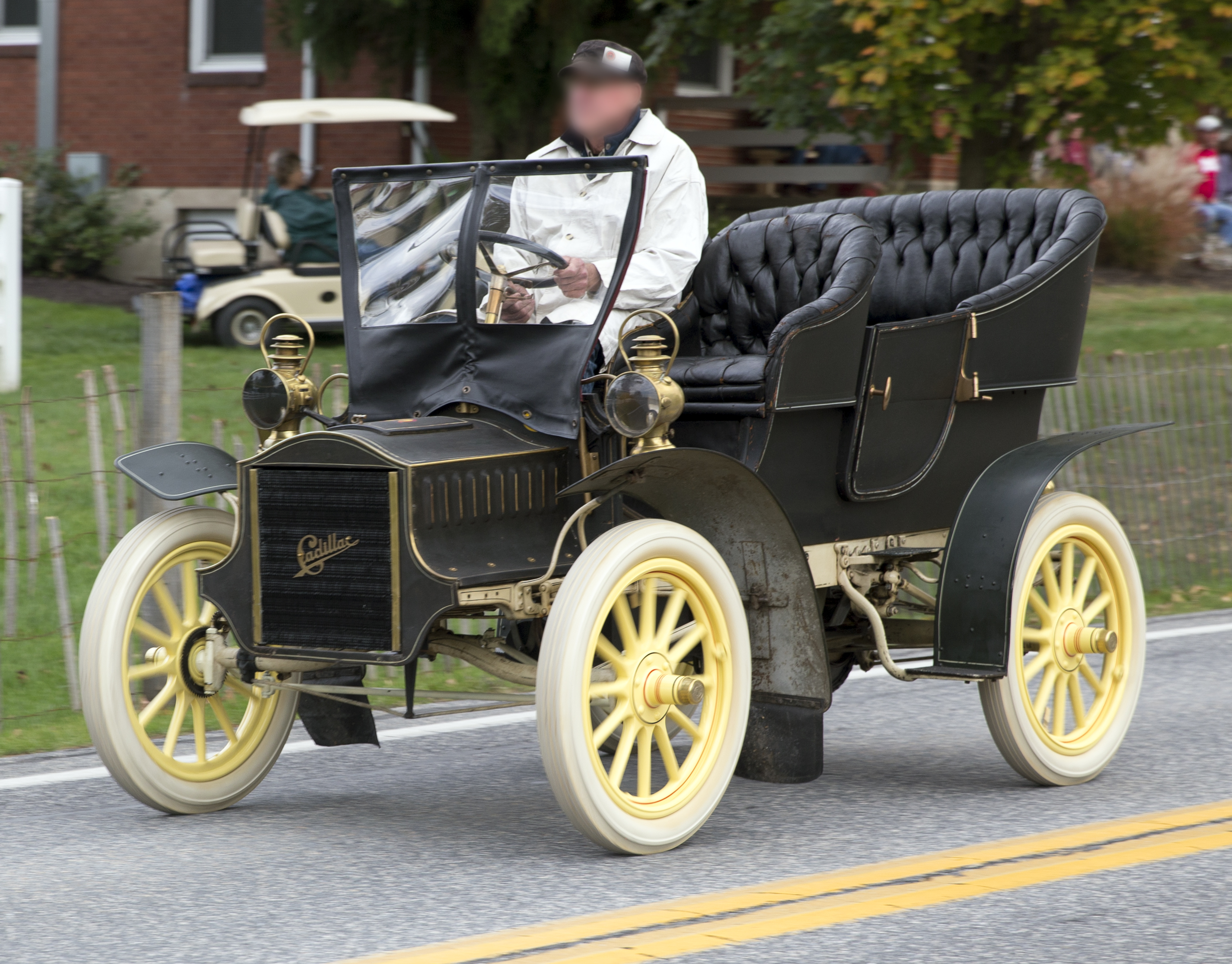
1905 Cadillac Model F Touring

Le Model C est une version plus courte amenée à remplacer les Model A et B durant l'été 1905. La plupart de ses caractéristiques sont communes aux précédents modèles.

## Model D (1905)
Moteur quatre cylindres, voir l'article séparé Cadillac Model D

## Model E (1905)
Le Model E sort des chaînes de production en janvier 1905. Son poids atteint les 500 kg pour une longueur de 1 880 mm.
La transmission planétaire qui avait une liaison équilibrée sur ses bandes fournissait deux vitesses et une marche arrière. L'entraînement était amené à l'essieu arrière par chaîne.
L'un des premiers coupés à carrosserie fermée a d'abord été construit à l'aide d'une Model E, appelée Cadillac Osceola, à la société C. R. Wilson. L'Osceola a été demandé par M. Leland pour déterminer la faisabilité d'une carrosserie fermée aux éléments, et la construction a été supervisée par Fred J. Fischer, qui, avec Charles T. Fisher et ses frères, a ensuite fondé Fisher Body. Nommé en l'honneur d'un chef indien séminole qu'Henry Leland admirait, l'Osceola est resté avec la famille Leland pendant des années.

## Model F (1905)
Le Model F (1905) et E partagent le même châssis, même celui de la version F est allongée de deux pouces. Le Model F est disponible en version 2 portes proposant 2 ou 4 places. Les deux sont vendus au prix de 950 $ en 1905.

## Model G, Model H et Model L (1905)
Moteur quatre cylindres, voir l'article séparé Cadillac Model D

## Model K et Model M (1906)

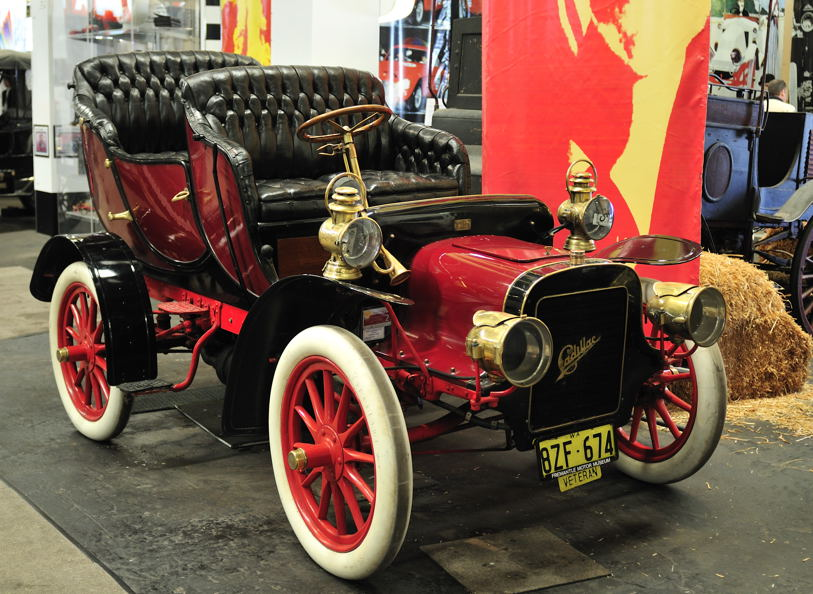
Cadillac Model M de 1906

La gamme Cadillac de 1906 se compose de deux modèles, à l'empattement court pour le modèle K et à empattement long pour le Model M. 750 $ pour le Model K ou 950 $ pour le Model M, 3 650 unités sont vendues la même année. Le K et M sont essentiellement similaires aux modèles E et F de 1905 mais avec quelques mises à jour sur les organes moteurs. 
La production et la vente des modèles K et M se poursuivent en 1907 et 1908. Entre le 29 février et le 13 mars 1908, trois type K 1907 remportent le Dewar Trophy de la Royal Automobile Club en Angleterre, qui profiteront à la réputation de Cadillac. En effet, l'épreuve se déroule de la manière suivante : trois voitures identiques sont entièrement démontées. Leurs pièces sont ensuite mélangées, après quoi les modèles doivent être assemblés sous les regards attentifs du jury. Ces automobiles concourent ensuite sur un circuit. Les trois Model K parcoururent plus de 800 kilomètres sur le circuit sans défaillances.

## Model S et Model T (1908)
Les Model S et T de 1908 profitent essentiellement d'un empattement allongé sur la base des Model K/M. Ce sont les derniers modèles monocylindriques, avant l'apparition de la Cadillac Model Thirty, mue par un quatre cylindres. La principale différence entre la S et la T est la présence d'un marchepied sur la version S.